# Córrego Ponte Baixa
Ponte Baixa é um córrego que corta a região de M'Boi Mirim, na Zona Sul de São Paulo, e desemboca no canal Guarapiranga, que liga a represa de Guarapiranga ao rio Pinheiros.